# HMS Europa (1765)
Pour les autres navires du même nom, voir HMS Europa.

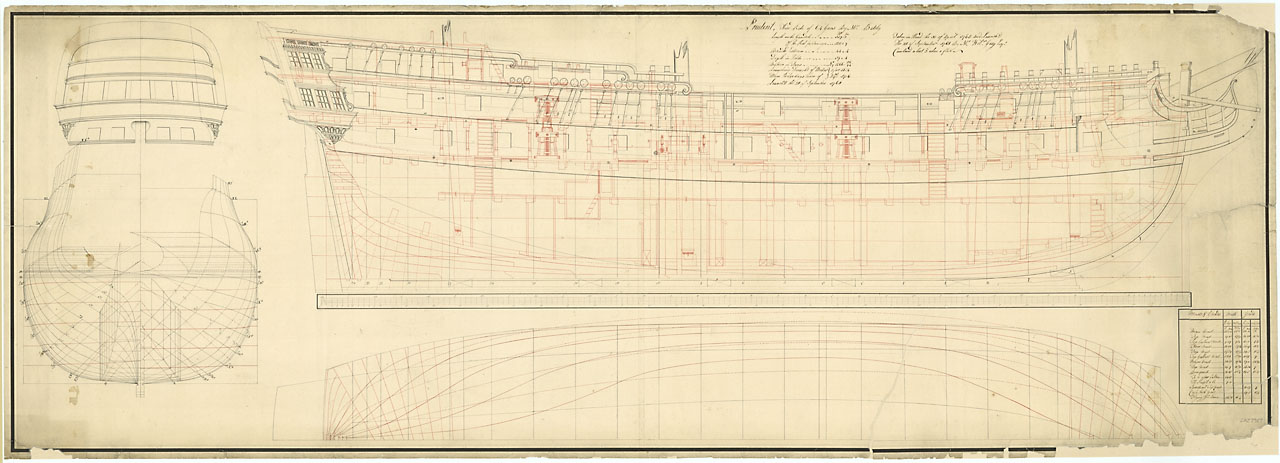
Plan du HMS Europa

Le HMS Europa est un navire de ligne de 64 canons de la Royal Navy, lancé le 21 avril 1765 à Lepe (Hampshire).
Le 24 décembre 1774, le capitaine du navire reconnut et positionna clairement une île du canal du Mozambique qui était nommée depuis 1764, par confusion, Bassas da India. Elle a été rebaptisée île Europa, en 1825, par le vice-amiral et cartographe anglais William Owen (1774-1857).